# 五股運動公園
五股運動公園是台灣新北市第4座國民運動公園，地址位於洲子洋公園（公三用地），園區內建有兩層樓之五股國民運動中心，為新北市第15座國民運動中心。核心運動設施和附屬運動設施包括25公尺游泳池、體適能中心、兒童遊戲區等，總經費約1.6億元，已於2020年6月底完工並營運。
動工時的時任前新北市長朱立倫鼓勵每位市民能夠善加利用。

## 經過
- 2016年1月，新北市議員陳明義於參選立法委員（五股蘆洲區）期間提出政見『向中央爭取專款三年內設置五股運動中心』[4]。
- 2016年6月，陳明義於新北市議會105年第二次定期會市政總質詢，向新北市市長朱立倫提案，於五股區設立「五股運動公園」[5]。
- 2017年7月，新北市政府體育處、新北市政府新建工程處、中棪工程顧問公司實行問卷調查了解市民對運動公園內設施之需求[6][7]。
- 2017年9月5日，規劃及招標。
- 2018年1月23日，統包決標。
- 2018年8月22日，都市計畫審議完成。
- 2018年9月18日，取得建造執照。
- 2018年9月20日，開工典禮。
- 2019年7月，預估結構體完成。
- 2019年12月，申報竣工(延期至2020年4月)。
- 2020年2月，取得使用執照(延期至2020年4月)。
- 2020年3月，正式啟用(延期至2020年5月)。
- 2020年6月12日，試營運。
- 2020年6月29日，正式營運。

## 沿革
教育部體育署在網站中表示，行政院核定關於民眾的運動環境與健康著想所設立國民運動中心的計畫，打造屬於標準化、安全化、綠能化、舒適化的運動場所，鼓勵老中青少能夠保持良好的運動習慣，維持健全的身材。

## 設施介紹
| 樓層 | 樓層用途             |
| ---- | -------------------- |
| 1F   | 溫水游泳池           |
| 2F   | 體適能中心           |
| 3F   | 韻律教室、運動區教室 |

## 周邊
- 洲子洋重劃區
- 新北市立圖書館五股成功分館
- 五股區戶政事務所
- 五股區衛生所
- 新北市五股區成州國民小學
- 新北市公共自行車租賃系統
  - 五股國民運動中心
  - 新北市立圖書館五股成功分館

## 外部連結
- 新北市五股國民運動中心（页面存档备份，存于）
- 新北市政府體育處—五股國民運動中心（页面存档备份，存于）
- 來新北 玩公園：新北市公園資訊服務網-公園總覽：五股成功運動公園 （页面存档备份，存于）
- 新北市五股國民運動中心的Facebook專頁